# Kiniem

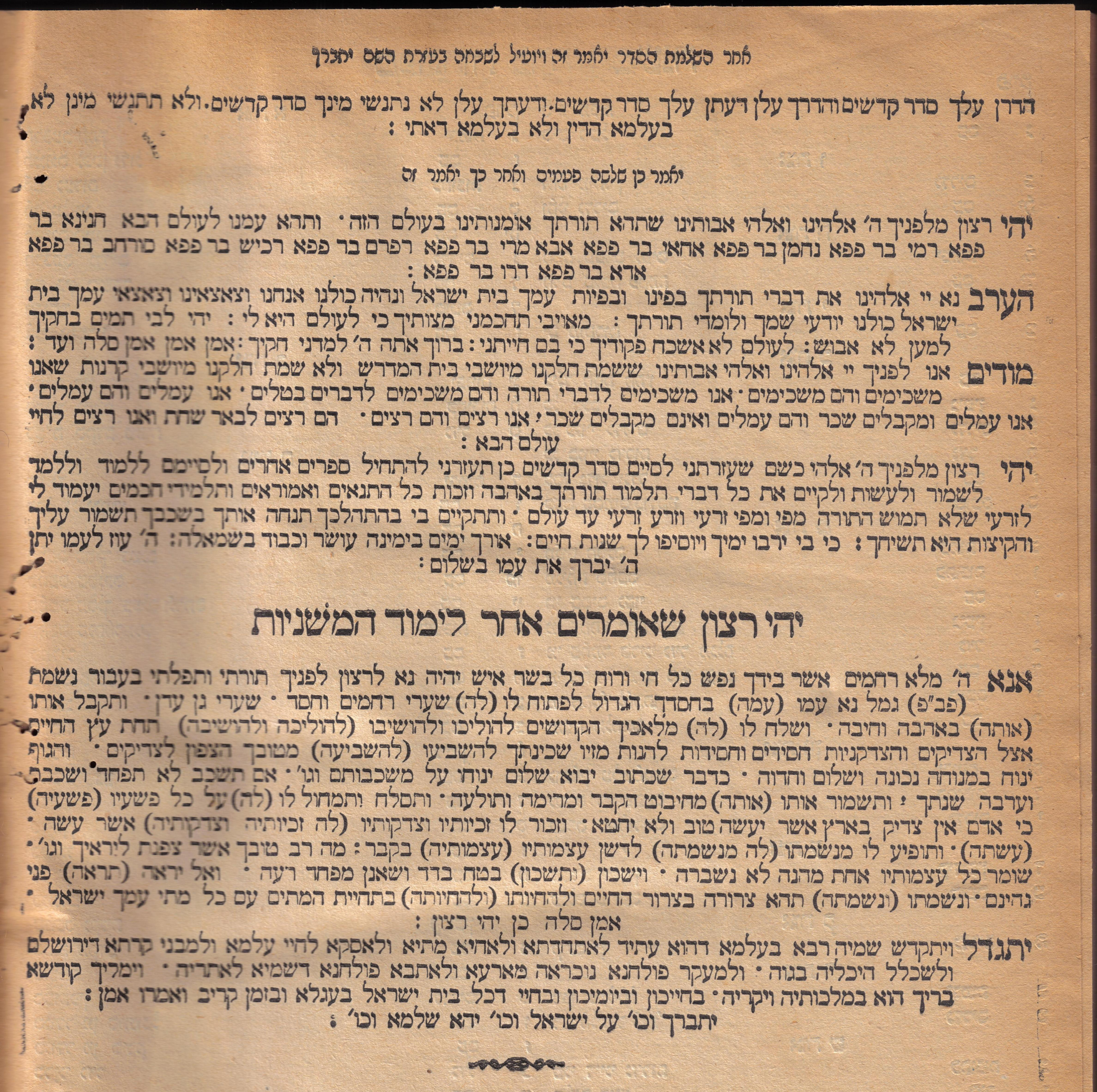
Slottekst van de Orde Kodasjiem in 1877 gedrukt te Lviv (destijds Lemberg geheten)

Kiniem (Hebreeuws: קנים, letterlijk nesten) is het elfde en laatste traktaat (masechet) van de Orde Kodasjiem (Seder Kodasjiem) van de Misjna. Het traktaat beslaat drie hoofdstukken.
Het traktaat Kiniem behandelt het vogeloffer dat in verschillende gevallen gebracht moesten worden. Voor het brengen van dergelijke vogeloffers waren alleen de zomertortel en de gewone duif geschikt.
Vogeloffers werden gebracht als brand- en reinigingsoffer. In geval van een brand- en reinigingsoffer werden altijd twee duiven geofferd, die in een kooitje werden aangeboden aan de dienstdoende priester. De ene duif was bestemd als brandoffer en de andere duif als reinigingsoffer. De priester bepaalde welke duif voor welk offer werd gebruikt. Omdat de duiven met zijn tweeën in een kooitje zaten, ontstond het probleem dat de duiven zich konden verplaatsen en het onduidelijk was welke duif nu voor welk offer was bedoeld. Dit is een van de belangrijkste problemen die wordt behandeld in het traktaat Kiniem.
Het traktaat Kiniem kent noch in de Jeruzalemse noch in de Babylonische Talmoed Gemara (rabbijns commentaar op de Misjna).